# John Pitseys

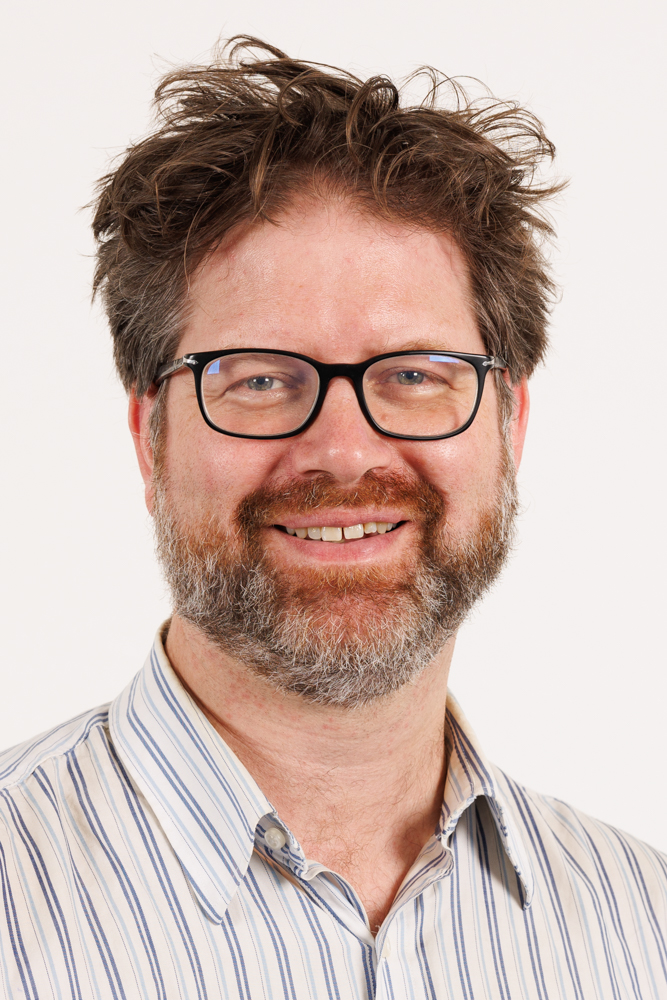
John Pitseys

John Christine Marc Maurice Pitseys (Brussel, 23 juni 1979) is een Belgisch politicus voor Ecolo.

## Levensloop
Pitseys werd in 2001 master in de filosofie, in 2003 master in de rechten en in 2004 master in sociale en economische ethiek aan de UCL, waar hij in 2009 ook een doctoraat in de letteren en de filosofie behaalde.
Hij liep van augustus 2004 tot januari 2005 stage bij Eurocinema, de vereniging van Europese film- en televisieproducten, en van oktober 2005 tot augustus 2006 stagiair op het secretariaat-generaal van de Europese Commissie. In 2005 was Pitseys onderzoeksassistent in de ondernemingsethiek aan het Claire Hoover-instituut voor Sociale en Economische Ethiek van de UCL en van 2005 tot 2009 was hij aspirant bij het Nationaal Fonds voor Wetenschappelijk Onderzoek. Nadien was Pitseys van oktober 2009 tot februari 2011 politiek adviseur voor openbaar bestuur en institutionele hervormingen bij de partij Ecolo, van maart tot mei 2011 tijdelijk teamleider bij de Belgische afdeling van de ngo Transparency International en van september 2011 tot mei 2012 juridisch adviseur bij de Liga voor Mensenrechten.
Hij keerde vervolgens terug naar de academische wereld en werd docent aan de UCL, de EDHEC Business School in Rijsel en de Universiteit van Namen. Van 2012 tot 2013 was Pitseys tevens wetenschappelijk medewerker bij het Nationaal Fonds voor Wetenschappelijk Onderzoek en van 2013 tot 2019 onderzoeker bij CRISP, een sociaal-politiek onderzoeks- en informatiecentrum. Daarnaast was hij onderzoeker bij Etopia, de studiedienst van Ecolo.
Bij de Brusselse gewestverkiezingen van mei 2019 werd Pitseys verkozen in het Brussels Hoofdstedelijk Parlement. Hij ging er zich toeleggen op democratie en bestuurszaken en economie en fiscaliteit en vanaf juli 2019 was hij fractievoorzitter voor Ecolo. Van 2019 tot 2020 zetelde hij eveneens als deelstaatsenator in de Senaat.
In juni 2024 werd Pitseys niet rechtstreeks herkozen in het Brussels Parlement, maar hij kon toch in het parlement blijven zetelen als tijdelijke vervanger van de ontslagnemende Brusselse staatssecretaris Barbara Trachte. Pitseys bleef nadien nog tot in februari 2025 voorzitter van de Ecolo-fractie.